# Silau Malela
Silau Malela is een bestuurslaag in het regentschap Simalungun van de provincie Noord-Sumatra, Indonesië. Silau Malela telt 1452 inwoners (volkstelling 2010).